# Дозорное (Белогорский район)
Дозо́рное (до 1948 года Ишу́нь; укр. Дозорне, крымскотат. İşün, Ишюн) — село в Белогорском районе Республики Крым, в составе Чернопольского сельского поселения (согласно административно-территориальному делению Украины — Чернопольского сельского совета Автономной Республики Крым).

## Население
| 2001 | 2014 |
| ---- | ---- |
| 145  | ↘126 |

Всеукраинская перепись 2001 года показала следующее распределение по носителям языка
| Язык             | Процент |
| ---------------- | ------- |
| крымскотатарский | 50.34   |
| русский          | 44.83   |
| украинский       | 4.83    |

### Динамика численности
| - 1864 год — 28 чел. - 1889 год — 38 чел. - 1892 год — 0 чел. - 1900 год — 0 чел. - 1915 год — 107/ чел. | - 1926 год — 169 чел. - 1989 год — 232 чел. - 2001 год — 145 чел. - 2009 год — 84 чел. - 2014 год — 126 чел. |

## Современное состояние
На 2017 год в Дозорном числится 4 улицы; на 2009 год, по данным сельсовета, село занимало площадь 23,2 гектара на которой, в 40 дворах, проживало 84 человека. В селе находится Прияйлинское лесничество Белогорского лесного хозяйства. Дозорное связано автобусным сообщением с райцентром и соседними населёнными пунктами.

## География
Дозорное находится в центре района. Расположено в горах Внутренней гряды Крымских гор, в районе истока реки Восточный Булганак. Высота над уровнем моря — 388 м. Село лежит в 1,5 км южнее шоссе Симферополь — Феодосия, ближайшее село — Чернополье в 5 километрах к западу. Расстояние до райцентра — около 10 километров (по шоссе), до железнодорожной станции Симферополь — примерно 53 километра. Транспортное сообщение осуществляется по региональной автодороге 35Н-099 от шоссе Симферополь — Феодосия до Дозорного (по украинской классификации — С-0-10323).

## История
Первое документальное упоминание села встречается в «Ведомости о выведенных из Крыма в Приазовье христианах» А. В. Суворова от 18 сентября 1778 года, в которой записано, что из деревни Ушуню выселено 124 грека-румея (60 мужчин и 64 женщины); выходцы из села основали в Приазовье, совместно с переселенцами из Малого Янисоля, Джемрека и Янкули село Малоянисоль. По ведомости генерал-поручика О. А. Игельстрома от 14 декабря 1783 года после вывода христиан в деревне Аришун «все дома разорены, сколко же их было неизвестно» и оставалась 1 разрушенная церковь. Согласно «Ведомости… какие христианские деревни и полных дворов. И как в оных… какие церкви служащие, или разорённые. …какое число священников было…» от 14 декабря 1783 года в селе Усуни числилось 28 греческих дворов, церковь Феодора Тирона в коей 1 священник. В ведомости «при бывшем Шагин Герее хане сочиненная на татарском языке о вышедших християн из разных деревень и об оставшихся их имениях в точном ведении его Шагин Герея» и переведённой 1785 году, о деревне Ушун записано следующее «В сеи деревне домов християнских было 20 все разорены а земля оной деревни якобы принадлежит мурза а вышеписанные христиане якобы не имели» и приведена отсылка к другому архивному документу, в котором сказано, что «Вся разорена и якобы оные жители земли не имел».
В последний период Крымского ханства деревня Уишун входила в Ширинский кадылык Кефинского каймаканства. Видимо, после присоединения Крыма к России (8) 19 апреля 1783 года оставшиеся жители эмигрировали в Турцию и в дальнейшем село пустовало, не попав в Ведомость о всех селениях, в Симферопольском уезде состоящих… 1805 года, на военно-топографической карте 1817 года обозначена (как Ушунь), без указания числа дворов. Видимо, в эти годы пустую деревню заселили греки, так как аа карте 1836 года в деревне уже 10 дворов, а на карте 1842 года Уйшунь обозначен условным знаком «малая деревня», то есть, менее 5 дворов
В 1860-х годах, после земской реформы Александра II, деревню приписали к Салынской волости. В «Списке населённых мест Таврической губернии по сведениям 1864 года», составленном по результатам VIII ревизии 1864 года, Ишунь — владельческий греческий хутор с 4 дворами, 28 жителями и мечетью при родниках (на трёхверстовой карте Шуберта 1865—1876 года в деревне Уйшунь обозначено 5 дворов). В «Памятной книге Таврической губернии 1889 года» по результатам Х ревизии 1887 года записана Ишунь с 7 дворами и 38 жителями. На верстовой карте 1890 года деревня обозначена без указания числа дворов. По «…Памятной книжке Таврической губернии на 1892 год» в селении Ишунь, не входившем ни в одно сельское общество, жителей и домохозяйств не числилось.
После земской реформы 1890-х годов, которая в Феодосийском уезде прошла после 1892 года, деревня осталась в составе Салынской волости. По «…Памятной книжке Таврической губернии на 1900 год» на хуторе Ишунь, не входившем ни в одно сельское общество, жителей и домохозяйств не числилось. По Статистическому справочнику Таврической губернии. Ч.II-я. Статистический очерк, выпуск пятый Феодосийский уезд, 1915 год, в селе Ишунь (на земле З. С. Джалалиева) Салынской волости Феодосийского уезда числилось 20 дворов (все дворы безземельные) со смешанным населением в количестве 107 человек приписных жителей и имение того же Джалалиева без населения, из которых 58 мужчин и 49 женщин. Жители землёй не владели, в хозяйствах имелось 37 лошадей, 16 волов, 27 коров и 28 голов овец, свиней, или коз.

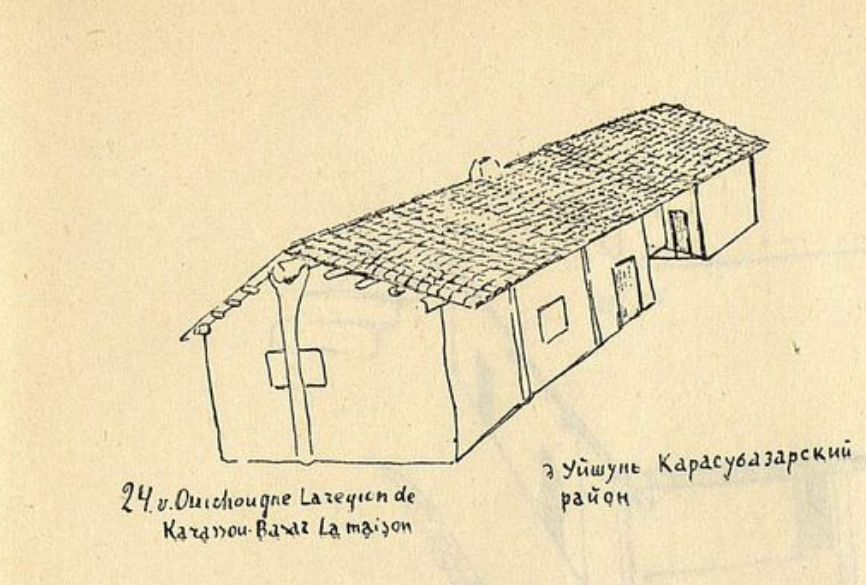
Рисунок цыганского дома в деревне Ишунь, 1924 год.

После установления в Крыму Советской власти, по постановлению Крымревкома от 8 января 1921 года была упразднена волостная система и село вошло в состав вновь созданного Карасубазарского района Симферопольского уезда, а в 1922 году уезды получили название округов. 11 октября 1923 года, согласно постановлению ВЦИК, в административное деление Крымской АССР были внесены изменения, в результате которых округа ликвидировались, Карасубазарский район стал самостоятельной административной единицей и село включили в его состав. Согласно Списку населённых пунктов Крымской АССР по Всесоюзной переписи 17 декабря 1926 года, в селе Ищунь, Султан-Сарайского сельсовета Карасубазарского района, числилось 36 дворов, из них 34 крестьянских, население составляло 169 человек, из них 126 греков, 39 русских, 4 болгар, действовала греческая школа I ступени (пятилетка).
В 1944 году, после освобождения Крыма от фашистов, согласно
Постановлению ГКО № 5984сс от 2 июня 1944 года, 27 июня греки из Ишуни были депортированы в Пермскую область и Среднюю Азию. 12 августа 1944 года было принято постановление № ГОКО-6372с «О переселении колхозников в районы Крыма», в исполнение которого в район завезли переселенцев: 6000 человек из Тамбовской и 2100 — Курской областей, а в начале 1950-х годов последовала вторая волна переселенцев из различных областей Украины. С 25 июня 1946 года Ишунь в составе Крымской области РСФСР. Указом Президиума Верховного Совета РСФСР от 18 мая 1948 года, Ишунь переименовали в Дозорное. 26 апреля 1954 года Крымская область была передана из состава РСФСР в состав УССР. Время включения в состав Криничненского сельсовета пока не установлено: на 15 июня 1960 года село уже числилось в его составе и, как минимум, до 1977 года село входило в состав Криничненского сельсовета, время включения в Чернопольский пока точно не установлено. По данным переписи 1989 года в селе проживало 232 человек. С 12 февраля 1991 года село в восстановленной Крымской АССР, 26 февраля 1992 года переименованной в Автономную Республику Крым. С 21 марта 2014 года в составе Крыма аннексировано Россией.

## Известные люди
- Богданов, Александр Петрович (1951—1984) — майор погранвойск КГБ СССР, участник Афганской войны, Герой Советского Союза (1984).